# Greif (Kanone)

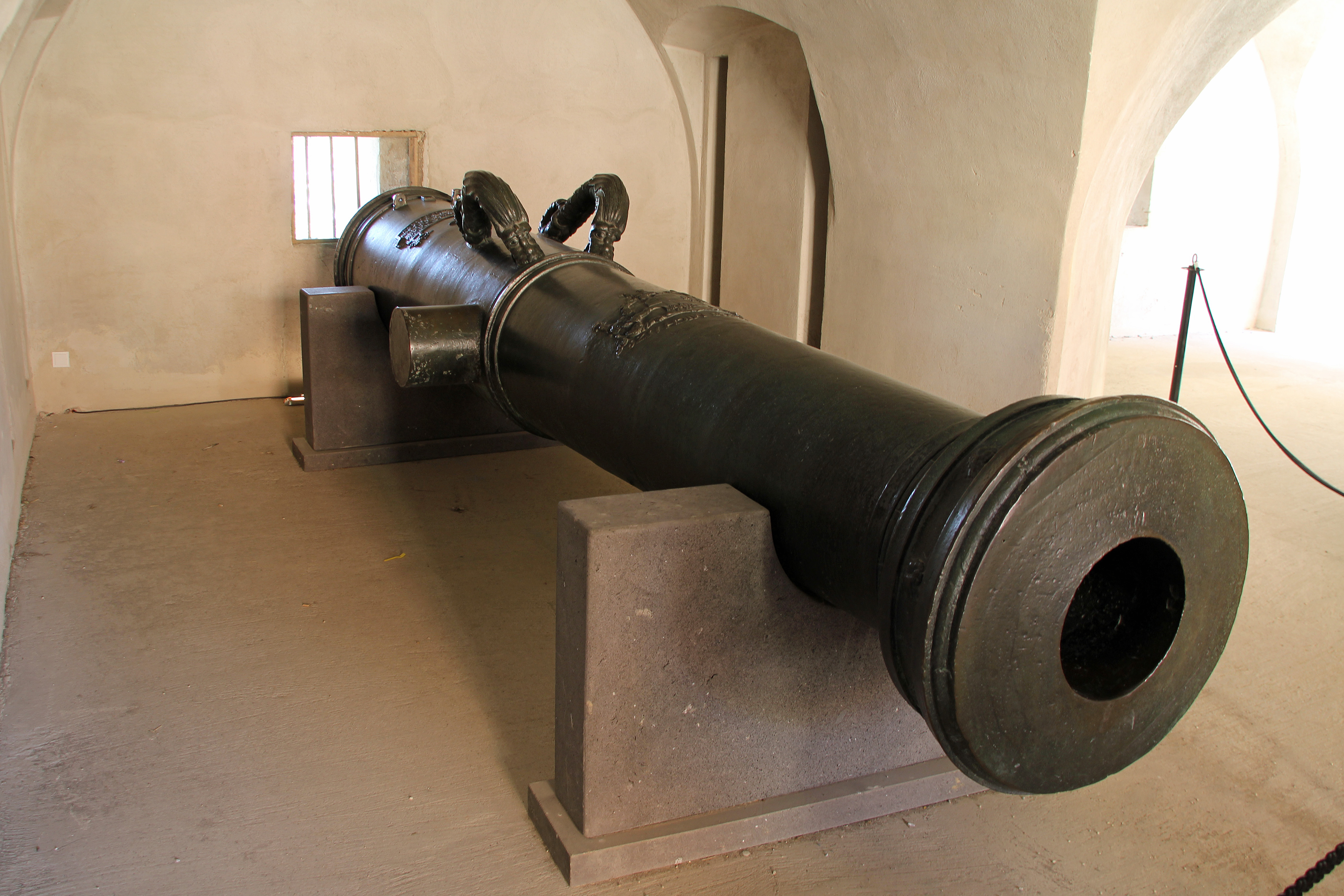
Die Kanone Greif auf der Festung Ehrenbreitstein

Der Greif, auch Vogel Greif genannt, ist eines der größten Geschütze aus dem 16. Jahrhundert. Er befindet sich auf der Festung Ehrenbreitstein in Koblenz und ist ein Ausstellungsstück des dortigen Landesmuseums. Der Besitz des Geschützes wechselte mehrere Male zwischen Deutschland und Frankreich.

## Geschichte

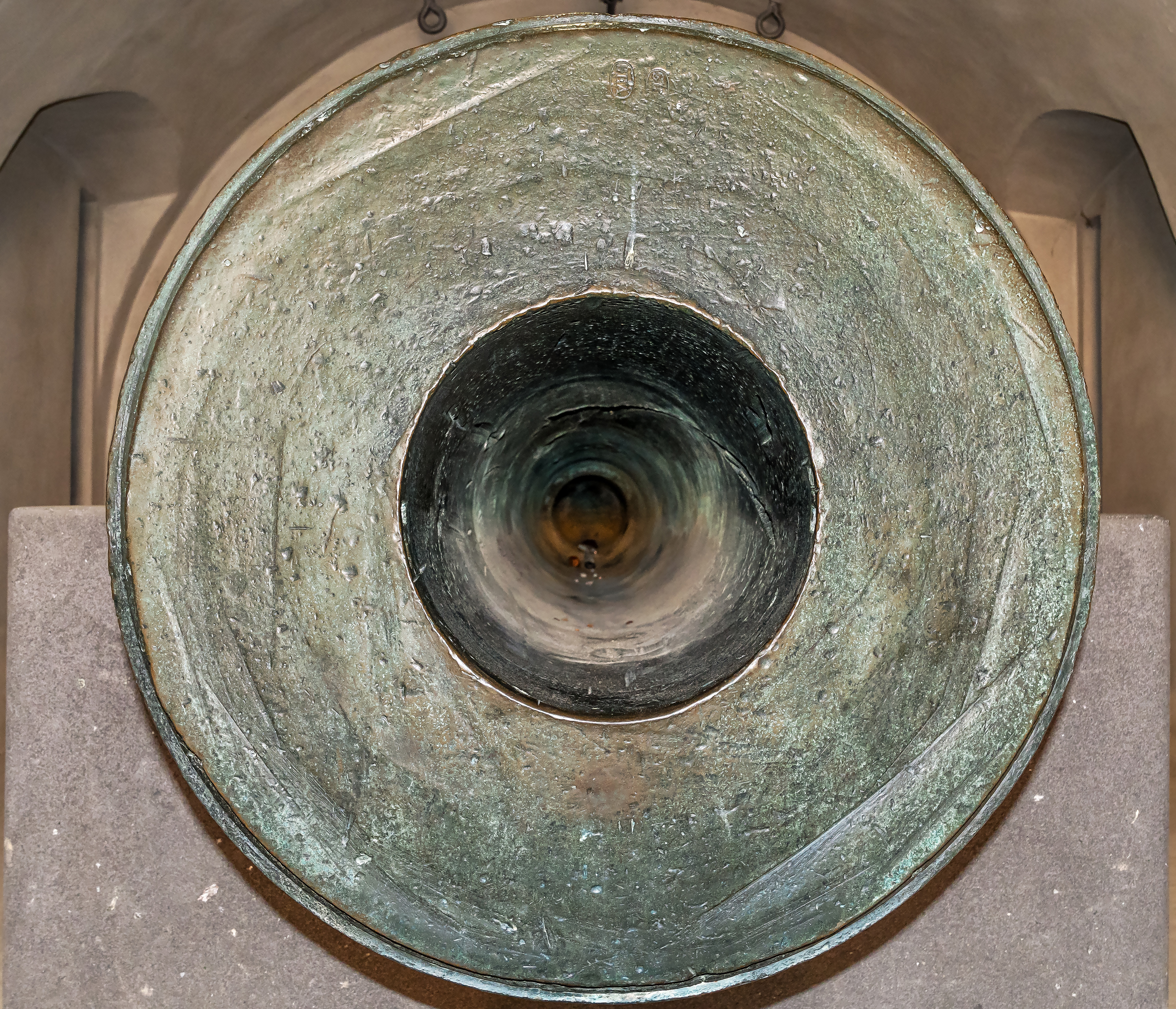
Rohrmündung der Greif (Kanone). Unterhalb des oberen Mündungsrandes sind zwei Stempelmarken erkennbar

Der Trierer Kurfürst und Erzbischof Richard von Greiffenklau zu Vollrads ließ 1524 das Geschütz von Meister Simon aus Frankfurt am Main gießen und sie auf der Festung Ehrenbreitstein aufstellen. Nach der Eroberung des Ehrenbreitsteins durch die Franzosen 1799 während der Koalitionskriege wurde es auf der Mosel nach Metz in das dortige Arsenal gebracht. In den Jahren 1814 und 1815 wurde Metz belagert. Da die Franzosen den Fall der Stadt befürchteten, vergruben sie den Greif in der Erde bzw. versenkten sie in der Seille. 1866 folgte per Eisenbahn der Umzug nach Paris in das heeresgeschichtliche Museum „Musée de l’Armée“ im Hôtel des Invalides.
1940, nach der Eroberung Frankreichs durch das Deutsche Reich im Zweiten Weltkrieg, kam er zurück. Nach dem Krieg wurde er aber 1946 wieder von der französischen Besatzungsmacht nach Paris gebracht. Als Symbol der deutsch-französischen Aussöhnung wurde er am 30. Oktober 1984 vom französischen Staatspräsidenten François Mitterrand, auf dem Ehrenbreitstein an Bundeskanzler Helmut Kohl übergeben. Den Dauerleihvertrag unterzeichneten der Koblenzer Oberbürgermeister und der Direktor des Pariser Armeemuseums. Der bisherige Direktor des Musée de l’Armée war aus Protest über den sich abzeichnenden Vorgang zurückgetreten. Das Geschütz ist seitdem eines der bekanntesten Exponate des Landesmuseums Koblenz.
Angeblich kam der Greif auf Grund eines verschlossenen Zündlochs nie zum Einsatz, das konnte jedoch durch vier Beschusszeichen und Schwarzpulverreste im Rohr widerlegt werden. Hierbei kann es sich aber lediglich um den üblichen Probebeschuss vor Abnahme durch den Auftraggeber handeln. Wie sich herausstellte, war das Zündloch irgendwann mit Eisennägeln verschlossen worden.

## Kanone
Die Greif ist sieben Tonnen schwer, 4,68 Meter lang und besteht aus gegossener Bronze. Er war als Belagerungsgeschütz bestimmt und konnte nach theoretischen Berechnungen Kugeln von 94 kg (200 Mainzer Pfund) Gewicht unter Verwendung von 40 kg Schwarzpulver verschießen. Obwohl das Geschütz beschossen wurde (Probeschießen), ist kein Einsatz im Gefecht belegt.
Über die Funktion als Waffe hinaus darf man den „Vogel Greif“ auch als repräsentatives Prunkgeschütz ansehen, das zu den bekanntesten Geschützen der Gattung Hauptbüchse Anfang des 16. Jahrhunderts zählte. Eine weitere solche  Hauptbüchse blieb mit dem Zwickauer "Leeb" erhalten, welche sich heute am Museum "Priesterhäuser" in Zwickau befindet. Das Geschützrohr des Greifen ist mit dem Stammwappen des Trierer Erzbischofs Richard von Greiffenklau geschmückt, über dem der Gießer seinen Namen in der Inschrift „SIMON GOS MICH 1524“ hinterlassen hat.

Eine zweite Inschrift berichtet in gereimter Form von der Aufgabe des Geschützes:
DER GREIF HEIS ICH MEINEM
GENEDIGEN HERRN VON DRIR [Trier]
DIN ICH WO ER MICH HEIST
GEWALDEN DO WILL ICH DORN [Turm]

VND MAVRN ZV SPALTTEN
Oberhalb dieser Inschrift ist im Relief ein Greif abgebildet, der auf einer graphischen Vorlage von Martin Schongauer basiert. Es ist für Geschütze des 16. Jahrhunderts nicht unüblich, dass sie Namen und solche Gedichte haben. Auch sind schmuckvolle Verzierungen bis zum Ende der Renaissance häufig an Geschützrohren verwendet worden.